# Магия Хаоса
Магия Хаоса (хаосизм) — одно из современных течений в оккультизме, строящееся на отказе от любых форм догматизма и главенстве личного магического опыта. Было создано в конце 1970-х гг  в Англии на основе философии и воззрений художника и оккультиста Остина Османа Спейера и до 1990-х пребывало в андеграунде; его появление связывают с ростом интереса к оккультизму среди представителей английского молодёжного контр- и субкультурного сообщества.
Для магии Хаоса характерно использование как традиционных техник, взятых из уже сложившихся восточных и западных мистических систем, так и использование современного фольклора, вымышленных только что Богов, мистических алфавитов, молитв, персонажей из фэнтези-жанра литературы, фольклора в современной обработке и научной фантастики. 
Это даже обязательно рекомендовано адептами магии хаоса, называющими себя «хаотами» (вплоть до вызова персонажа из игры сантехника Марио для заклинания от протечек и засоров канализации) . Среди последних (предыдущих не было), следует отметить метод сигилизации Остина Спейра, «оранический язык» и достаточно своеобразный пласт магической символики (звезда Хаоса, символы вероятностности и неизменности и др.). Ещё одна особенность, согласно утверждениям самих последователей течения, — широкое использование изменённых состояний сознания, в том числе транса и некоего экстатического состояния, которое сторонники магии Хаоса называют «гнозисом» (не следует отождествлять хаоситское понимание этого термина с его традиционной герметической трактовкой). Для достижения этого состояния представители течения могут использовать медитации, эмоции, любые техники заимствованные у других культур, религий.

## Используемые практики и концепции
Приверженцы магии Хаоса утверждают, что она основана на применении методов симпатической магии, то есть магии реализации намерения, превращения желаемого в действительное. Один из методов, используемый для реализации намерения, якобы следующий:
1. Максимально образно и эмоционально возжелать цели.
2. Отказаться от желаемого и навсегда забыть об этом.
3. Получить результат.

Также. может применяться техника изготовления «алфавитных сигил»:
Чтобы изготовить такую сигилу, пишут предложение, как можно более короткое и близкое к смыслу сокровенного желания. Затем все повторяющиеся буквы вычёркивают, а оставшиеся складывают так, чтобы получилось нечто вроде монограммы. Таким образом, получается сигила. Затем маг пристально смотрит на эту сигилу и позволяет ей погрузиться в своё подсознание, а затем (насколько это возможно) он должен забыть первоначальное желание и оставить сигилу в подсознании, не вмешиваясь в её работу, направленную на исполнение желания.
Сторонники течения убеждены в том, что при частом использовании достаточно вместо первого пункта просто сказать «я хочу».
Ритуалы для магии Хаоса, по их мнению, совершенно не обязательны и используются только по личному желанию мага.
Главным средством воздействия на окружающий мир в магии Хаоса считается личное волевое (эмоциональное) усилие мага. При этом эмоции рассматриваются как нечто более важное, нежели разум (а подсознание — как нечто более важное, нежели сознание; в частности, раскрепощение подсознания и отказ от рациональной интеллектуальной деятельности в пользу свободного выражения внутренних устремлений используются при создании сигилов). Магия Хаоса отличается полным отсутствием устоявшихся принципов и факультативностью обрядности. Кроме того, в отдельных случаях может использоваться обращение к соответствующему эгрегору как средство достижения искомой цели или магической «подпитки».
В магии Хаоса также используются различные практики, изначально разработанные другими направлениями оккультизма (например, сексуальная магия). Кроме того, отдельные представители движения склонны к изобретению эклектических практик, сочетающих элементы разнородных культов и магических систем. Могут использоваться даже не имеющие отношения к оккультизму тексты литературных произведений — так, некоторые сторонники течения (Фил Хайн, Джордж Джексон и др.) пытаются сочетать магию Хаоса с мифами Ктулху американского писателя Говарда Лавкрафта.

## История
Предтечей магии Хаоса считается Остин Осман Спейр — английский художник, некоторое время состоявший в ордене Серебряной звезды Алистера Кроули, но ушедший оттуда для самостоятельной работы. Сам Спейр не использовал термина «магия Хаоса», однако его работы («Книга Наслаждений», «Анафема ЗОС») послужили основой для её создания в будущем. Некоторое влияние на течение могли также оказать работы Алистера Кроули.
Основоположниками течения стали Питер Кэрролл и Рэй Шервин, основавшие в 1978 году орден «Иллюминантов Танатэроса».